# Verlag Freies Geistesleben & Urachhaus
Die Verlag Freies Geistesleben & Urachhaus GmbH besteht aus zwei anthroposophischen Verlagen mit Sitz in Stuttgart, dem Verlag Freies Geistesleben und dem Verlag Urachhaus. Mitte der 1990er Jahre fusionierten beide Verlage; die Programme werden jedoch selbständig geführt. Die Verlagsgruppe ist akut in ihrem Bestand bedroht. 
Die Verlage veröffentlichten Bücher unter anderem zur Anthroposophie, Waldorfpädagogik, Zeit- und Lebensfragen, Sozialwissenschaften, Kultur und Geschichte, Christentum, Kunst und Architektur, Medizin und Heilpädagogik, Naturwissenschaften und Landwirtschaft, Musik sowie Kinder- und Jugendbücher, verschiedene Zeitschriften, Ratgeber und Bücher zur vegetarischen Ernährung.

## Verlag Freies Geistesleben
Der Verlag Freies Geistesleben wurde 1947 von der Freien Waldorfschule in Stuttgart und der Anthroposophischen Gesellschaft in Stuttgart gegründet. Ziel war es, für die wiederentstehenden und neugegründeten Freien Waldorfschulen in Deutschland die notwendige Literatur zu verlegen. Außerdem wurden die Grundlagen der Anthroposophie zum Gegenstand der Verlagstätigkeit. Von 1991 bis 2021 war Jean-Claude Lin Verlagsleiter für den Verlag Freies Geistesleben, in den er bereits 1986 als Lektor eingetreten war. Während seiner Verlagszugehörigkeit wurde das Verlagsprogramm in allen Sparten auf heute über 1.000 lieferbare Titel ausgebaut. Besonderer Fokus lag dabei auf der Gestaltung eines kindgerechten und literarischen Kinder- und Jugendbuchprogramms sowie dem Aufbau des belletristischen Imprints „Oktaven“. Seit Januar 2022 liegt die programmatische Verantwortung bei Maria A. Kafitz als Verlegerin für die Bereiche Belletristik, Kreativ- sowie Kinder- und Jugendbuch und Claudius Weise als Verleger für Anthroposophie, Pädagogik und Kunst sowie Geistes-, Natur- und Sozialwissenschaften.
Autoren sind u. a. Michael Birnthaler, Michael Bockemühl, Walther Bühler, Karl-Martin Dietz, Tonke Dragt, Esmé Lammers, Cynthia Harnett, Marit Laurin, Bernard Lievegoed, Maja Lunde, Christa Ludwig, Lorenzo Ravagli, Wilhelm Rath, Wolfgang Schad, Susanne Schäfer, Edda Singrün-Zorn, Jakob Streit und Brian Wildsmith.

## Verlag Urachhaus
Der Verlag Urachhaus wurde am 23. Januar 1925 von Gertrud Spörri, Emil Bock und Ernst Scheiffele als Verlag der Christengemeinschaft GmbH gegründet. Der Verlag veröffentlichte zunächst nur christlich orientierte Schriften. Es kam 1935 zum Verbot der Anthroposophischen Gesellschaft, und 1936 folgte die Umbenennung des Verlages nach der Stuttgarter Urachstraße, wo sich das Verlagshaus befand. 1942 folgte außerdem die zwangsweise Liquidation des Verlages, nachdem die Gestapo am 9. Juni 1941 das Verlagsgebäude gestürmt und den Firmenbesitz inklusive des gesamten Buchbestandes beschlagnahmt hatte. Der Verlag wurde 1946 neu gegründet und zog 1950 in das wiederaufgebaute Haus in der Urachstraße 41 um.
In den 1960er und 1970er Jahren weitete der Verlag durch eine neue Konzeption sein Programm immer mehr auf die verschiedensten Lebensgebiete aus. Seit Mitte der 1980er Jahre wurde unter anderem eine neunbändige Gesamtausgabe der Werke und Briefe Christian Morgensterns veröffentlicht. Im Jahr 2004 erschien mit Komm mit ins Elfenland das erste Bilderbuch der Autorin und Illustratorin Daniela Drescher, deren Bücher das Programm des Verlags seither maßgeblich prägen.
Nach der Fusion Mitte der 1990er Jahre zogen die beiden Verlage in das neue Domizil in der Landhausstraße. In den Jahren von 1996 bis 2014 leitete Frank Berger den Verlag und erweiterte das Programm noch einmal. Im Februar 2015 übernahm Michael Stehle, der seit 2000 im Lektorat beschäftigt war, die Verlagsleitung.
Autoren sind u. a. Daniela Drescher, Astrid Frank, Thea Beckman, Alfred Schütze, Friedrich Benesch, Paul Biegel, Rudolf Meyer und Friedrich Rittelmeyer, Edvard Hoem und Tove Jansson.

## Geschäftsführung
Im Januar 2022 übernahm Sylvia Detzel die Geschäftsführung für die Verlags-GmbH von Jean-Claude Lin. Ende April 2023 legte sie ihr Amt wieder nieder und zum 26. Mai 2023 wurden Michael Stehle und Julian Schily als Geschäftsführer der GmbH bestellt. Ab Ende Juli 2024 war Julian Schily zunächst Allein-Geschäftsführer der GmbH, bis mit Christian Markus Boße am 22. Oktober 2024 ein zweiter Geschäftsführer ins Handelsregister eingetragen wurde.